# サンリオキャラクター
サンリオキャラクターとは、株式会社サンリオが著作権および商標を保有するキャラクターである。
本項ではサンリオ以外の企業、団体とのコラボレーションで誕生したキャラクターについても掲載。

## 一覧
| 名称                                | 開発年 | 備考 |
| ----------------------------------- | ------ | --- |
| コロちゃん                          | 1973   | クマをモチーフにしたサンリオ初のオリジナルキャラクター。デザイナーはハローキティの作者である楠侑子（清水侑子）。キティの友だちのトーマスのいとこであり、ほっぺがコロッケになっていて、おなかが空いたらそれを食べるという設定。ポケットにはいちごキャンディが入っている。11月8日ウィンダミア出身。 |
| スパンキーバロー                    | 1973   | ロバがモチーフ。 |
| バニー&マッティ                     | 1973   | ウサギとネズミがモチーフ。デザイナーは楠侑子。 |
| パティ&ジミー                       | 1974   | 誕生当時はパティのみだった。 |
| ハローキティ                        | 1974   | サンリオの看板キャラクター。2011年にイチゴマン・ハニーモモ・ダークグレープマンという派生キャラが誕生。 |
| 八千代チャーマー                    | 1974   | 和傘を持った和服姿の女のコのキャラクター。デザイナーは楠侑子。売り上げはあまり良くなかった。 |
| いちごの王さま                      | 1975   | 『いちご新聞』にて連載「いちごの王様からのメッセージ」を担当している。 |
| タイニーポエム                      | 1975   | 通称風の子さっちゃん |
| ビージーライダース                  | 1975   | |
| マイメロディ                        | 1975   | 2005年おねがいマイメロディシリーズとしてアニメ化。 |
| リトルツインスターズ                | 1975   | 通称キキ&ララ |
| リトルワールド                      | 1975   | オランダが舞台の男女ペアのキャラクター。 |
| ロビーラビット                      | 1975   | ウサギがモチーフ。デザイナーは江村信一。 |
| チューイングガムストリート          | 1975   | いちご新聞のDIYコーナーの案内役として活躍していた。 |
| メドゥスイート                      | 1975   | ヨーロッパの牧歌的な草原で暮らす女の子のキャラクター。 |
| スモールピープル                    | 1976   | |
| ボーイ&ガール                       | 1976   | 文字通り男のコと女のコがモチーフ。 |
| ララバイラバブルズ                  | 1976   | 双子の天使がモチーフ。 |
| 銀河コンチュウチビッコギャング      | 1977   | 絵本「ボタンノーズのおくりもの」よりスピンオフ化されたキャラクター |
| ザ リトルトレイン                   | 1977   | カラフルな汽車がモチーフ。 |
| ハウディ                            | 1977   | |
| ピーク・ア・ブー                    | 1977   | |
| ピーターデイビス                    | 1977   | イギリス出身の犬のキャラクター。 |
| プレインパラダイス                  | 1977   | 動物達が楽しく遊ぶ遊園地がモチーフ。 |
| ボタンノーズ                        | 1977   | 1985年に『夢の星のボタンノーズ』としてアニメ化。 |
| キャプテンウイリー （水兵）         | 1978   | 2013年までロイヤルウィングのキャラクターとして活躍していた。 |
| タキシードサム                      | 1978   | 日本初となる「立体キャラクター」のグッズが発売された。 |
| ドゥーピーデーモンズ                | 1978   | ドゥービー・デーモン。悪魔がモチーフ。 |
| ビッグチャレンジ                    | 1978   | Apple Arcadeにて2023年から配信されているゲーム「Hello kitty Island adventure」のメインキャラクターとして出演。 |
| フェアリーチャーマー                | 1978   | 花の妖精がモチーフ。 |
| ブーギーブー                        | 1978   | 犬がモチーフのキャラクター。 |
| ラビーデイズ                        | 1978   | |
| クイックワックス                    | 1979   | アヒルの親子のキャラクター。 |
| セブンシリードワーフ                | 1979   | セブンシィリードァーフとも。 |
| チアリーチャム                      | 1979   | 寂しがり屋なうさぎのチャムと仲間達。 |
| トリックトラップ                    | 1979   | 気の小さな子犬のキャラクター。 |
| トリップトゥワンダーランド          | 1979   | 別名「フレンズ」。 |
| パピーラブ                          | 1979   | |
| 木馬                                | 1979   | |
| ラビットジャーニー                  | 1979   | 旅をするのが好きなうさぎのキャラクター。傘で空を飛んだりする。 |
| クレヨンチャーマー                  | 1979   | クレヨンタッチの帽子を被った女の子のキャラクター。 |
| T.G.i.F                             | 1979   | 男の子向けアイテムのキャラクター。 |
| プチアンジュ                        | 1980   | 自転車に乗ってやってくる小さな天使のキャラクター。 |
| トゥイーディードロップス            | 1980   | 海賊とうさぎがモチーフのキャラクター。 |
| ウィーメリールー                    | 1980   | リボンの妖精のキャラクター |
| ビリーパイ                          | 1980   | 不思議な帽子を被ったクマのキャラクター。 |
| ハウストレイン                      | 1980   | 大人向けブランド「ファンシーフレンズ」のひとつ。 |
| ボゴ・ザ・シティボーイ              | 1980   | 生まれも育ちも都会で、流行に敏感な音楽好きのキャラクター。 |
| チェルシーストライプ                | 1980   | ストライプ柄の帽子と服が特徴的な妖精のキャラクター。 |
| 獅子王-X                            | 1980   | 宇宙とヒーローがモチーフ |
| ジェントルウィスパー                | 1980   | ピエロがモチーフのキャラクター。 |
| ヤングスピリッツ                    | 1980   | 男女がモチーフのキャラクター。 |
| スペースマイツ                      | 1980   | 宇宙人の3人組がモチーフのキャラクター。 |
| フレッシュパンチ                    | 1981   | サンリオとしては珍しいキャンディーや飲み物などをモチーフにした擬人化していないキャラクター。 |
| バブルチークス                      | 1981   | |
| メローチューン                      | 1981   | |
| タイニーヒル                        | 1981   | 丘の上で暮らす動物達。 |
| クッキング                          | 1981   | 料理好きな女の子と猫のキャラクター。 |
| ミスター&ミセスコージィー           | 1981   | |
| ゾウ自転車                          | 1981   | 名前の通り象と自転車がモチーフのキャラクター。 |
| ゴロピカドン                        | 1982   | 当初は無名の没キャラクターであったが、いちご新聞に掲載され人気が上昇。一般公募によりキャラクター名が決定した。 |
| ザ・ボードビルデュオ                | 1982   | エディ&エミィ 軽演劇の子役のキャラクター。ヤング・ヤングアダルト向けのキャラクターとして開発された。 |
| ミスターベアーズドリーム            | 1982   | ぬいぐるみのクマさん。 |
| ハードワーキングトリオ              | 1982   | 職業と動物がモチーフのキャラクター。 |
| イッツィビッティ                    | 1982   | ミルクポッドでかくれんぼする動物達 |
| ザシキブタ                          | 1983   | 『いちご新聞』の読者投票企画「サンリオキャラクター大賞」の第1回（1986年度）の1位を受賞。 |
| クラフティクルー                    | 1983   | |
| ファンカムアライブ                  | 1983   | クマがモチーフのキャラクター。 |
| ZIPPYZOO                            | 1983   | カラフルな動物のキャラクター。 |
| デューク&デイル                     | 1983   | 黒い鳥と白い鳥のキャラクター。贈る人の心を伝えて願いを叶える魔法鳥。 |
| PARODY P/M                          | 1983   | |
| Talking Life Easy                   | 1983   | アメリカ西海岸をモチーフとしたデザイン。 |
| T.J.タスキー                        | 1983   | ゾウがモチーフのキャラクター |
| セラビィ                            | 1983   | ブタがモチーフのキャラクター。 |
| ピップンポーラ                      | 1983   | ブタの男の子と女の子がモチーフ。 |
| ソフトソングアベニュー              | 1983   | うさぎがモチーフのキャラクター。 |
| みんなのたあ坊                      | 1984   | 『いちご新聞』の読者投票企画「サンリオキャラクター大賞」の第3回（1988年度）および第4回（1989年度）の1位を受賞。 |
| ニャニィニュニェニョン              | 1984   | 2000年、約15年ぶりに新作グッズの販売が行われた。 |
| ベジメニュー                        | 1984   | うさぎと野菜がモチーフ |
| カモメ                              | 1984   | |
| カントリーフレッシュベジーズ        | 1984   | 野菜がモチーフ。 |
| ザ ラナバウツ                       | 1984   | デフォルメされた乗り物がモチーフ。 |
| ジェントルベアーリーグ              | 1984   | クマがモチーフ。 |
| ズーズーギャング                    | 1984   | ネズミとクマとネコとブタがモチーフ。 |
| タイニーチャム                      | 1984   | キティのテディベア。ハローキティを参照。 |
| パーティアラカルト                  | 1984   | 目玉焼きがモチーフ。 |
| ハッピーピープルカンパニー          | 1984   | |
| ハンギョドン                        | 1984   | 半魚人がモチーフ。 |
| ピエロ                              | 1984   | |
| ブーギーウー                        | 1984   | ブタとレストランがモチーフ。 |
| ボ・ボクねずみ小僧だい！            | 1984   | ねずみ小僧がモチーフ。漫画「大江戸捕り物帳ねずみ小僧」がいちご新聞239号（1988年1月）の紙面に連載された。 |
| ムッシュマリン                      | 1984   | 水兵がモチーフのキャラクター。 大人向けブランド「ファンシーフレンズ」のひとつ。 |
| ウシ                                | 1984   | 名前通り牛がモチーフのキャラクター。 |
| モアーズブラザーズ                  | 1984   | |
| Mr.ど根性                           | 1984   | クマと剣道がモチーフ。 |
| イイカゲンザウルス                  | 1984   | 恐竜がモチーフ。 |
| ヘイシードジェイク                  | 1984   | 黒猫がモチーフ。 |
| ネコトット                          | 1984   | 猫がモチーフ。 |
| ニャンバルマン                      | 1984   | 猫とヒーローがモチーフ。 |
| ザ ベーカーベアーズ                 | 1984   | パン屋さんを営むクマの4人家族のキャラクター。 |
| トレンドセッターズ                  | 1985   | |
| ウイニングジャック                  | 1985   | 絵本と犬がモチーフ。 |
| カルチャーショック                  | 1985   | 武士がモチーフのキャラクター |
| ギミーファイブ                      | 1985   | |
| キャッツビーキッズ                  | 1985   | 猫がモチーフ。 |
| キャプテンウィリー （クジラ）       | 1985   | |
| ザメインストリーム                  | 1985   | |
| ジャストフォーファン                | 1985   | |
| スポーティングベアーズ              | 1985   | 山梨中央銀行のマスコットキャラクターに採用されている。もともとは当行がかいじ国体を盛り上げるために導入されたキャラクターであった。 |
| だちょのすけ                        | 1985   | 『いちご新聞』の「サンリオキャラクター大賞」などの司会役や、ビデオゲームの「サンリオカップ ポンポンバレー」の実況アナを務めることもある。 |
| トビートリックス                    | 1985   | |
| マロンクリーム                      | 1985   | 『いちご新聞』の読者投票企画「サンリオキャラクター大賞」の第2回（1987年度）の1位を受賞。 |
| リトルワンダーストーリー            | 1985   | |
| ロベルタ                            | 1985   | |
| ミニールミュー                      | 1985   | 赤ちゃんの猫がモチーフ。 |
| コットンテイルズ                    | 1985   | うさぎがモチーフ。 |
| チビクレカンパニー                  | 1985   | |
| モアーズブラザーズ                  | 1985   | イギリス生まれのうさぎのキャラクター。 |
| ちゅうりっぷめいと                  | 1985   | 幼稚園児がモチーフのキャラクター |
| 仲良し倶楽部                        | 1985   | 2017年サンリオキャラクター大賞にエントリーしていた。 |
| ぼくのにっきちょう                  | 1985   | いちご新聞の読者ページに登場しているキャラクター。漫画連載もされていた。 |
| アルフレッドアロハ                  | 1986   | ゾウをモチーフにしたキャラクター。「ファンシーフレンズ」のひとつ。 |
| ノラネコランド                      | 1986   | 猫の三兄弟。ピューロランドにも登場している。 |
| すずめや                            | 1986   | |
| ダイナマイティーズ                  | 1986   | |
| トウィードル・ディーディー          | 1986   | |
| パジャマクラブ                      | 1986   | ゾウをモチーフにしたキャラクター。 |
| ビバリーヒルズキッド                | 1986   | 犬がモチーフのキャラクター。 |
| ファジーズファミリー                | 1986   | |
| ブラウニーズストーリー              | 1986   | |
| ぽこぽん日記                        | 1986   | たぬきをモチーフにしたキャラクター。 |
| ユータクン                          | 1986   | おばけがモチーフ。 |
| ようかいきっず                      | 1986   | 西洋妖怪がモチーフ。日本妖怪のデザインもある。 |
| ボックストップズー                  | 1986   | 「ファンシーフレンズ」のひとつ。 |
| アルフレッドハッチコック            | 1986   | ホテルで働く白犬のキャラクター。 |
| リトルリングテイル                  | 1986   | たぬきがモチーフ。 |
| ぺんちゃんずくらぶ                  | 1986   | ペンギンがモチーフ。 |
| ウメ屋雑貨店                        | 1987   | メインキャラクターの山田ウメはサンリオキャラクターでは最年長のキャラクター。 |
| パウピポ                            | 1987   | |
| エルパソ                            | 1987   | エスニックブームの背景から製作された。サボテンがモチーフ。 |
| ゲーターギャグス                    | 1987   | 1987年夏からグッズ販売を開始。いたずら好きの慌てもののワニ。 |
| けろけろけろっぴ                    | 1987   | 『いちご新聞』の読者投票企画「サンリオキャラクター大賞」の第5回（1990年度）の1位を受賞。 |
| スティルスモールテールズ            | 1987   | |
| ダッカドゥー                        | 1987   | ダッカドゥ |
| ディーンザビーン                    | 1987   | |
| ハート・ファッション・フォリオ      | 1987   | |
| ミミックマイク                      | 1987   | |
| リルチルン                          | 1987   | |
| きんぎょ堂本舗                      | 1987   | 金魚がモチーフ。 |
| リトルワンダーストーリー            | 1987   | |
| ファーストストリング                | 1987   | |
| ジータウンスペシャル                | 1988   | |
| ジャイブエクスプレス                | 1988   | |
| タバサディーン                      | 1988   | |
| トレンドポイント                    | 1988   | |
| ニフティ・フィフティーズ            | 1988   | アメリカンコミックス風のキャラクター。 |
| バナナマーケット                    | 1988   | |
| バニラビーン                        | 1988   | ニューヨーク郊外で暮らしクッキー作りの修行に励む、丸めがねとハンチング帽がトレードマークのクマ。カナディアンロッキー出身。 |
| 風神雷之助                          | 1988   | |
| プチプリエ                          | 1988   | |
| ベアロビクス                        | 1988   | |
| ホプティコプティ                    | 1988   | ヘリコプターをモチーフに擬人化。 |
| ルッキールー                        | 1988   | |
| カッパルンバ                        | 1989   | 河童がモチーフ。 |
| アヒルのペックル                    | 1989   | |
| ウィンキーピンキー                  | 1989   | |
| いっくちゃん                        | 1989   | 俳句と女の子がモチーフ。 |
| スポッティドッティ                  | 1989   | スポーティードッティ |
| ディンドンダニー                    | 1989   | 元気なクマの三兄弟。 |
| トフィールー                        | 1989   | |
| どんじゃらほい                      | 1989   | |
| フライト・オブ・ファンシー          | 1989   | |
| ポチャッコ                          | 1989   | 『いちご新聞』の読者投票企画「サンリオキャラクター大賞」の第6回（1991年度）から第10回（1995年度）にかけて1位を受賞。 |
| ぽんぽんひえ太                      | 1989   | ぽんぽんひえた アイスばかり食べている丸刈りの男のコのキャラクター。 |
| ミリーピクシー                      | 1989   | のんびり屋でクリスマスが大好きなトロント生まれの赤鼻のクマ。 |
| るるる学園                          | 1989   | るるるがくえん 1993年発売のトミー初の子供向け電子手帳「るるる学園・お電子手帳」にキャラクターとして起用。 |
| ロージーポージー                    | 1989   | ロージィポージィ |
| 笑う女                              | 1989   | 笑いで周囲を幸せにする女のコのキャラクター。友だちに猿蔵（さるぞう）やカバ吉がいる。 |
| シュガークリームパフ                | 1990   | |
| てつなぎクマ                        | 1990   | てつなぎクマ |
| ぴんきぃびぃちゃん                  | 1990   | |
| プカプカパラダイス                  | 1990   | |
| リトルコットンウッドコテージ        | 1990   | 小人がモチーフ。 |
| ワッフルキッズ                      | 1990   | |
| ミルキーパフィ                      | 1990   | |
| カメカメココナッツ                  | 1990   | カメがモチーフ。 |
| おさるのもんきち                    | 1991   | |
| カルーセル・デザイン・シリーズ      | 1991   | |
| キミカメリーン                      | 1991   | |
| きりん                              | 1991   | |
| コアラ・デザイン・シリーズ          | 1991   | |
| パタパタペッピー                    | 1991   | |
| フーティ・フーツ                    | 1991   | |
| リボネッツ                          | 1991   | |
| ウィアーダイナソアーズ              | 1992   | |
| はずしっぽ                          | 1992   | |
| バッドばつ丸                        | 1992   | サンリオ初の悪役キャラクター。『いちご新聞』の読者投票企画「サンリオキャラクター大賞」の第11回（1996年度）の1位を受賞。 |
| ハニーフィールド                    | 1992   | |
| バブルモンスターズ                  | 1992   | 泡とおばけがモチーフ。 |
| パラダイスライブス                  | 1992   | |
| ピッコロポッケ                      | 1992   | ネズミがモチーフ |
| フレンドリーコッコちゃん            | 1992   | |
| ペロはともだち                      | 1992   | 1992年4月からグッズ販売を開始。 |
| カッパのカッピー                    | 1993   | 河童がモチーフ。 |
| キックスタッフ                      | 1993   | |
| こぶたのピッポ                      | 1993   | |
| ジンジャースナップ                  | 1993   | |
| チューチューターコ                  | 1993   | 1993年3月からグッズ販売開始。 |
| つぐみ堂                            | 1993   | |
| ドンラゴン                          | 1993   | 子供向け番組、『大好き!ハローキティ』内のコーナーアニメに登場したキャラクターで、グッズも発売されていた。しかしサンリオの公式ホームページへの掲載がされておらず、事実上の封印状態が続いている。                                                                                                   |
| パップス                            | 1993   | |
| ベンジャミンベア                    | 1993   | |
| ポーラーピクニック                  | 1993   | |
| まねき堂                            | 1993   | |
| レヌヌォース                        | 1993   | |
| うりうりころん                      | 1994   | |
| ジェリー ビーベアー                 | 1994   | |
| チッピィマウス                      | 1994   | |
| ハッパキッズ                        | 1994   | |
| ピッケビッケ                        | 1994   | |
| ポケットズー                        | 1994   | |
| ホリーズベア                        | 1994   | |
| アッちゃんがいちばん！              | 1995   | |
| かもかもかものすけ                  | 1995   | 1995年7月からグッズ販売を開始。 嘉門達夫にテーマソングの制作を依頼し、テレビ番組『ハローキティとバッドばつ丸』でアニメを放送するなど、メディアミックス戦略がとられた。 |
| キッズベア                          | 1995   | |
| チョコキャット                      | 1995   | |
| テルテルポロン                      | 1995   | |
| プワワ                              | 1995   | |
| ポムポムプリン                      | 1996   | |
| キンダーキッズ                      | 1996   | |
| ロレ・モレ                          | 1996   | |
| おきがるふれんず                    | 1997   | グリーティングカードのキャラクターとして登場。2006年10月には絵本『おきがるふれんず－きょうもおきがるさまでした。－』が出版された。 |
| コロコロクリリン                    | 1997   | |
| デイジー&コロ                       | 1998   | |
| トリックス&トランクス               | 1998   | |
| ピンクのこりすピンクルちゃん        | 1998   | 1998年7月からグッズ販売を開始。 |
| シンカンセン                        | 1999   | 実在する新幹線車両をモチーフにデフォルメ化。新型車両のデビューとともにキャラクターの種類が年を追うごとに広がり、N700系やドクターイエロー（923形）のデフォルメ化キャラクターもある。 |
| たらいぐまのらんどりー              | 1999   | |
| ディアダニエル                      | 1999   | ハローキティのボーイフレンド。 |
| となりのカッパさんち。              | 1999   | |
| 天使のバンビーナ                    | 1999   | |
| ウサハナ                            | 2000   | U・sa・ha・na |
| ちょこぱんだ                        | 2000   | |
| ねむっこにゃーご                    | 2000   | |
| はんなりこまち                      | 2000   | |
| プチメリッコ                        | 2000   | |
| へーすけ                            | 2000   | |
| ROBOW@N                             | 2000   | ロボワン |
| シナモロール                        | 2001   | |
| スウィートコロン                    | 2001   | |
| チュッピーズ                        | 2001   | |
| ディアリールー                      | 2002   | |
| FORMULIXZ                           | 2002   | フォーミュリックスゼット |
| ぷちぷちわんこ                      | 2002   | |
| プルルンキュピ                      | 2002   | |
| ホシノワグマ                        | 2002   | 2001年、いちご新聞のNewキャラコンテストで1位を受賞。 |
| ドキドキヤミーチャムズ              | 2003   | |
| ちびまる                            | 2003   | 同年からグッズを販売開始。 |
| チワワとその仲間達                  | 2003   | 当時のチワワブームを背景に作られた。 |
| パンナピッタ                        | 2003   | |
| シュガーバニーズ                    | 2004   | |
| チャーミーキティ                    | 2004   | キティちゃんのペットという設定。ハローキティを参照。 |
| ちっちゃいもんちゃん                | 2004   | |
| フルーリーミュー                    | 2004   | |
| クロミ                              | 2005   | マイメロディの主演アニメ「おねがいマイメロディ」での活躍をきっかけに、史上初の「既存商品のライバルブランド」という位置づけでサンリオキャラクターとして活動開始。数少ない悪役キャラクターのひとつ。                                                                                                |
| シナモエンジェルス                  | 2005   | シナモロールに登場する女の子キャラクターによるサブプロジェクト。詳しくはシナモロールを参照。 |
| てのりくま                          | 2005   | |
| マシュマロみたいなふわふわにゃんこ  | 2005   | |
| Best friends' story                 | 2006   | シナモロールの主演アニメ映画「シナモン The Movie」の同時上映作品「ねずみ物語」のキャラクターが下地になっている。 |
| ぱんくんち                          | 2006   | |
| ルロロマニック                      | 2007   | シナモロールのライバルブランドで、悪役キャラクターのひとつ。 |
| マイ スウィート ピアノ              | 2007   | ピンクのひつじの女の子でマイメロディのおともだち。「いちご新聞」の30周年記念企画で2005年にピアノと命名、「おねがいマイメロディ」での活躍をきっかけにソロデビューした。 |
| ジュエルペット                      | 2008   | サンリオとセガトイズが共同開発。 |
| シュガーメヌエット                  | 2008   | シュガーバニーズを参照。 |
| チェリーナチェリーネ                | 2008   | |
| ニョッキ&ペンネ                     | 2009   | |
| ミスベアーズドリーム                | 2009   | |
| ウィッシュミーメル                  | 2010   | サンリオ初の産学連携。立命館大学との共同プロモーションが行われている。 |
| フランボアルゥルゥ                  | 2010   | サンリオ創立50周年記念キャラクター。 |
| イチゴマン                          | 2011   | ハローキティの派生キャラクター。 |
| ハニーモモ                          | 2011   | ハローキティの派生キャラクター。サンリオ公式HPでは2012年と記されている。 |
| ダークグレープマン                  | 2011   | ハローキティの派生キャラクター。サンリオ公式HPでは2012年と記されている。 |
| ビートロイド                        | 2011   | 人間の言葉が理解できるという特技を持つ昆虫型アンドロイドで、擬人化キャラクターも2013年に公表されている。 |
| SHOW BY ROCK!!                      | 2012   | サンリオとしては初めてとなるスマートフォンゲームと深夜アニメが主軸のメディアミックス。サンリオキャラクター大賞では当初は登場バンドごとのエントリーだったが、2017年からは作品全体でのエントリーとなった。メディアミックスの性質上、サンリオキャラクターズの構成対象外版権である。                  |
| ぼんぼんりぼん                      | 2012   | リボンとうさぎがモチーフ。 |
| 怪盗ロッパップ                      | 2013   | 怪盗とうさぎがモチーフ。デザイナーは、ぐでたまを担当したAmy。 |
| KIRIMIちゃん.                       | 2013   | 魚の切り身がモチーフで、「.」の部分は、イクラを文字表現したもの。食べキャラ総選挙で1位を受賞。 |
| ぐでたま                            | 2013   | TBSのニュース番組『あさチャン!』でショートアニメ等のコーナーを実施。 |
| かしわんこもち                      | 2013   | 食べキャラ総選挙で3位を受賞。柏餅がモチーフ。 |
| シリラッパー                        | 2013   | |
| センゴクプリズン                    | 2013   | |
| ひきだしあいた                      | 2013   | |
| シンカイゾク                        | 2014   | メンダコなど、深海生物がモチーフ。 |
| ハミングミント                      | 2014   | 小鹿がモチーフ。北欧風のキャラクターである。 |
| アグレッシブ烈子                    | 2015   | TBSの『王様のブランチ』内での同名ショートアニメのキャラクター。Netflixオリジナルアニメ。 |
| こぎみゅん                          | 2015   | AbemaTVのWebアニメとしてショートアニメ化。 |
| サンリオ男子                        | 2015   | 「サンリオキャラクターを愛する美少年をそのままブランドとして展開する」というコンセプトで、同名の恋愛シミュレーションゲームの登場人物として誕生。2018年テレビアニメ化。 |
| 歯ぐるまんすたいる                  | 2015   | サンリオキャラリーマン総選挙で1位を受賞。 |
| 中年ひろいんOjisan's                | 2015   | サンリオキャラリーマン総選挙で2位を受賞。おじさんと魔法少女がモチーフ |
| リトルフォレストフェロォ            | 2015   | 愛称は『めろぉ』。マイメロディのはとこにあたる。 |
| リルリルフェアリル                  | 2015   | サンリオとセガトイズが共同開発。ジュエルペットの後継企画。 |
| ピンキーリルローズ&リオスカイピース | 2016   | キャラクターショーバラエティ番組『サンリオキャラクターズ ポンポンジャンプ!』(BSフジ・2017-2020)で登場したキャラクター。 |
| ペペペペン議員                      | 2016   | サンリオとディー・エル・イーが共同開発。 |
| まるもふびより                      | 2017   | 「サンリオキャラクター大賞 2019」で「TikTok賞」を受賞。 |
| ミュークルドリーミー                | 2017   | 2020年春にテレビアニメ化。 |
| となりの研究生マシマヒメコ。        | 2018   | サンリオ史上初となる研究生のキャラクター。バーチャルタレントとして活動。 |
| ほわんちゃん                        | 2018   | 『SHOW BY ROCK!!』を主軸としたサンリオのアニメグッズ専門店「サンリオアニメストア」の看板娘として活動。 |
| デビルミント鬼龍                    | 2019   | 「DEVILMINTKIRYU PROJECT」として様々な活動を行なっていく。 |
| ドリモンファクトリー                | 2019   | 2020年1月17日発売の小学館の児童漫画雑誌『ミラコロコミック』第2号で漫画化。 |
| Warahibi!（わらひび!）              | 2019   | サンリオ初となるお笑い芸人のキャラクター集団。 |
| はぴだんぶい                        | 2020   | サンリオ初となるキャラクターユニットで、男児向けあるいは男女兼用キャラとしてデビューしたポチャッコ・けろけろけろっぴ・タキシードサム・バッドばつ丸・ハンギョドン・あひるのペックル（すべて男の子）によるボーイズユニットプロジェクト。                                                            |
| Beatcats（ビートキャッツ）          | 2020   | サンリオとセガトイズが共同開発。 |
| らんらんぷぅらんろう                | 2021   | サンリオピューロランドのキャラクターとして2021年5月1日にデビュー。YouTubeを中心とした活動を行ってる。 |
| ぼさにまる                          | 2021   | フジテレビ系列の情報番組｢ノンストップ！｣内でショートアニメ化。 |
| まいまいまいごえん                  | 2021   | サンリオのメディアミックス作品。ゲーム・漫画・MVを主軸としとしている。サンリオで初めてコンテンツガイドラインが設けられている。 |
| がおぱわるぅ                        | 2022   | サンリオとチョコレイトが共同開発。 |
| クマミレン                          | 2022   | サンリオとチョコレイトが共同開発。 |
| ぽっきょくてん                      | 2022   | サンリオとチョコレイトが共同開発。 |
| ぺたぺたみにりあん                  | 2022   | SNS発のキャラクターとして2022年9月28日にデビュー。宇宙人をモチーフにしたキャラクター。 |
| バディエディ                        | 2022   | サンリオの幼児向け英語教材 Sanrio English master に登場する公式キャラクター。サンリオキャラクターで初の実験を行い開発された。 |
| はなまるおばけ                      | 2023   | サンリオ新キャラクター総選挙「NEXT KAWAII PROJECT」にて1位を獲得し2023年3月1日にデビュー。初登場は2022年6月10日。 |
| kumalino                            | 2023   | サンリオ新キャラクター総選挙「NEXT KAWAII PROJECT」の最終STEP進出キャラクター及び2位を獲得。バリスタのおじさん熊「ロースト」とお手伝いさんの双子の小熊「ドリップ」と「シロップ」がカフェを営んでいるという設定。初登場は2022年6月10日。                                                           |
| ぷりぷりうんぴ〜ず                  | 2023   | サンリオ新キャラクター総選挙「NEXT KAWAII PROJECT」の最終STEP進出キャラクター及び3位を獲得。デザイナーはうえだかなこ。「もりりん」をはじめとする4うんぴ組。初登場は2022年6月10日。 |
| Creamy Afternoon                    | 2023   | サンリオ新キャラクター総選挙「NEXT KAWAII PROJECT」の最終STEP進出キャラクター及び4位を獲得。デザイナーはおかゆ。紅茶から現れる妖精達「チルチル」。初登場は2022年6月10日。 |
| はれのちにゅあ                      | 2023   | サンリオ新キャラクター総選挙「NEXT KAWAII PROJECT」の最終STEP進出キャラクター及び5位を獲得。デザイナーはクロミを手掛けているりーも。感情で天気が変わる雲の赤ちゃん「にゅあ」。初登場は2022年6月10日。                                                                                             |
| Fuwaranpukaran                      | 2023   | サンリオ新キャラクター総選挙「NEXT KAWAII PROJECT」の最終STEP進出キャラクター及び6位を獲得。風に乗ってやってきた真っ白な不思議な生き物。風船がモチーフ。初登場は2022年6月10日。 |
| かぶりんぼくらぶ                    | 2023   | サンリオ新キャラクター総選挙「NEXT KAWAII PROJECT」の最終STEP進出キャラクター及び7位を獲得。デザイナーはいとうあや。理想の自分に近づくために被り物を被って活動する仲間達の集まり。初登場は2022年6月10日。                                                                                         |
| Lulu Kurun                          | 2023   | サンリオ新キャラクター総選挙「NEXT KAWAII PROJECT」の最終STEP進出キャラクター及び8位を獲得。デザイナーはMaiko。ラブラドールの「クルン」がエンジェランドで過ごす日々を描いている。天国がモチーフ。初登場は2022年6月10日。                                                                          |
| HopHop Babies                       | 2023   | サンリオ新キャラクター総選挙「NEXT KAWAIIPROJECT」の最終STEP進出キャラクター及び9位を獲得。デザイナーはOkapon。あひるのかあさんの育児生活の日々を描いている。初登場は2022年6月10日。 |
| 月の裏のレストラン                  | 2023   | サンリオ新キャラクター総選挙「NEXT KAWAIIPROJECT」の最終STEP進出キャラクター及び10位を獲得。デザイナーはHikky。月の裏側でレストランを営む「ルセット」を初めとした3人のシェフの物語を描いている。初登場は2022年6月10日。                                                                           |
| I.CINNAMOROLL                       | 2023   | もう一つの世界で暮らすシナモン。シナモロールとは同名であるが、別のキャラクターである。2023年10月7日に料理番組化、2023年秋にYouTubeにてショートアニメ化。 |
| フラガリアメモリーズ                | 2023   | サンリオキャラクター達を守る「フラガリア」の騎士達によるファンタジー作品及びメディアミックス作品。ボイスドラマとオリジナル楽曲のMVを主軸としている。2023年9月26日にデビュー。 |
| にゃんたじあ!                       | 2023   | ClaN entertainmentとの共同開発。 |

## コラボレーション
トッピー&クッピー（1982年頃）
讀賣テレビ放送のマスコット。デザイナーは江村信一。
ユウちゃん（1990年）
郵政省（当時）の郵便貯金のマスコット。シマリスの男の子をモチーフにしており、のちに妹・両親・祖父母が追加された。原型は1962年に生まれているが、1990年の大幅なモデルチェンジの際に、サンリオがキャラクターデザインを受注した。
イソップワールド（イソップ・ピッコ・トッチョ・フーフー）（1999年）
1999年、当時放送されたアニメ『イソップワールド』で、大手アニメ制作会社のサンライズとのコラボによって生まれたキャラクター。4月26日の放送を最後に月曜18時枠のアニメは一先ず移動した直後に不定期でハローキティが登場していたが、しかし放送終了により、サンライズとサンリオとのコラボとは関係の深い事が明かされている。
アヤンキー（2003年）
アイドル歌手松浦亜弥（アップフロント）とのコラボレーションによるキャラクター。ハローキティのデザイナーである山口裕子の制作。
ポップンベリー（2003年）
バンダイとの共同企画キャラクター。
ターフィー（2004年）
日本中央競馬会のマスコット。以前から同名のマスコットキャラクターは存在していたが(本項参照)、2004年の中央競馬旗揚げ50周年に合わせ新調。2003年の有馬記念レース後に「ターフィー☆50」の名でデビューした。
リスル（2003年）
多摩中央信用金庫のマスコット。サンリオキャラクター大賞にも参戦している。
ちょボット（2004年）
Yahoo!JAPAN（Yahoo!きっず）との共同開発キャラクター。キャラクター名は公募により決定。2021年までサンリオキャラクター大賞にも参戦していた。
ブランチ&ランチ（2005年）
テレビ番組「王様のブランチ」との共同企画キャラクター。
AHII（2006年）
全日本プロレスとの共同企画キャラクター。
ミュウニャン
みずほインベスターズ証券のマスコット。
yoshikitty（2009年）
日本のアーティストYOSHIKIを基にしたキャラクター。デザイナーは山口裕子。2015年から11年連続でサンリオキャラクター大賞にノミネートしている。実在の人物をモデルにした最初のサンリオキャラクターであり、最高位は2018年の3位。
ゴーちゃん。（2011年）
テレビ朝日のマスコット。正式名称は「ゴーエクスパンダ」。デザイナーは山口裕子。2016年までサンリオキャラクター大賞にも参戦していた。サンリオピューロランドのウェブサイトにおけるキャラクター紹介のページに掲載された唯一の企業マスコットでもある。
ふくちゃん
くすりの福太郎のマスコット。遭難救助犬のエピソードで知られるセントバーナードがモチーフ。サンリオキャラクター大賞にも参戦している。
もゆるん（2014年）
NHK大河ドラマの公式キャラクター。筆をモチーフにした妖怪の女のコ。担当声優は戸松遥。過去にはサンリオキャラクター大賞にも参戦していた。
リトルラヴィン（2016年）
子犬をモチーフにした、愛知銀行のマスコットキャラクター。サンリオキャラクター大賞にも参戦している。
ディキー、カリーナ（2017年）
テレビ大阪の「JAPAN COUNTDOWN」番組内で放送されるコーナーアニメカリバディクスに登場する音楽好きのキャラクター。ディキーはオオカミ、カリーナはリスがモチーフ。また、サンリオキャラクター大賞にも参戦している。
かぶきにゃんたろう（2017年）
ふだんは歌舞伎座地下売店のイメージキャラクターとして活動する松竹との共同開発キャラクター。珍しいオスの三毛猫がモチーフ。サンリオピューロランドが本物の歌舞伎俳優の監修のもと歌舞伎の要素を取り入れたキャラクターショーを上演したのをきっかけに誕生（「KAWAII KABUKI ハローキティ一座の桃太郎」）。キャラクター大賞にも参戦している。誕生日は7月12日。
れおすけ（2019年）
演歌歌手新浜レオンとのコラボレーションによるキャラクター。サンリオキャラクター大賞にも参戦している。
アドローザトルマリィ（2022年）
歌い手Adoとのコラボレーションによるキャラクター。「SANRIOLABO～サンリオ研究所～」によって開発、研究された“実験二足式創作固有体”の青い猫のキャラクター。初登場時は、「馬レター」と呼ばれていた。誕生日は3月8日。サンリオキャラクター大賞にも参戦している。
JOCHUM（2022年）
日本のグローバルボーイズグループ「JO1」とのコラボレーションキャラクター。各メンバーが11人のキャラクターを考案している。 JO1の「JO」と、「仲間、同じ部屋に住んでいる同室者」を意味する「CHUM」を組み合わせたチーム名で、JOCHUMの仲間たちそれぞれ夢を持ってシェアハウスをしている。
2021年6月のサンリオキャラクター大賞の結果発表会でのシナモロールとのコラボがきっかけで1年後のキャラクター大賞結果会で 「JO1×サンリオ新キャラ開発プロジェクト」として企画が始動した。各キャラクターの誕生日は考案者の誕生日と同じとなっている 。サンリオキャラクター大賞にも参戦している。

## 封印作品
- サンボ・アンド・ハンナ（1985年頃）
  - 「SAMBO & HANNA」とも表記される黒人をモチーフとしたキャラクター。デザインは山口裕子が手掛けた[75]。サンボ・アンド・ハンナは黒人差別の実例として1988年7月22日付のワシントン・ポストに掲載されるなど問題になったが、日本のサンリオは記事が掲載された即日に発売中止・回収を決定し、米国Sanrio Inc.も対応策を取った。その後サンリオは社会福祉・文化交流の計画を具体的に打ち出したこともあり、この措置は結果的にアメリカのマスコミ・黒人団体から対米進出企業の模範と賞賛され、企業のイメージアップに繋がった[76]。
- ビビンバ（1985年）
  - 「BIBINBA」とも表記される原住民キャラクターが登場する。共に「ハラビー」「バナコンダ」が登場し、「サンリオキャラクター大賞」の第1回は7位、第2回は6位[77]と上位に食い込むなど大人を中心に人気になっていたが[78]、「ちびくろサンボ」と同じく封印された。

## 関連書籍
- サンリオキャラクター図鑑（いちご新聞編集局（編）、サンリオギフトブック）
  - 1995年発行版 ISBN 4-387-95052-8
  - 改訂版（2000年発行版）ISBN 4-387-00009-0
  - 2005年発行版 ISBN 4-387-05024-1
  - 最新版（2006年発行版）ISBN 4-387-06033-6